# Букеевская губерния
Букеевская губерния (каз. Бөкей губерниясы) — административно-территориальная единица в составе Российской империи, Российской республики и РСФСР. Центр — город Урда (до 1918 — село Ханская Ставка; в 1918—1920 — Киргизская степь).
Губерния образована 1 июля 1917 года на территории Букеевской орды, которая до этого де-факто административно подчинялась Астраханской губернии (де-юре управлялась через Министерство иностранных дел).
В состав губернии вошли из Астраханской губернии: Букеевская орда, Синеморская волость и территории бывших казённых оброчных земель прилегающие к 1 и 2 Приморским округам, а также береговая полоса и волости Сафроновская, Ганюшкинская и Николаевская.
К 1919 году делилась на Калмыцкий, Камыш-Самарский, Нарынский, I Приморский, II Приморский, Таловский и Торгунский уезды, а также область Волго-Каспийской Киргизии.
В 1920 при образовании Киргизской АССР Букеевская губерния вошла в её состав.
В 1921 область Волго-Каспийской Киргизии была упразднена, а её территория вошла в состав 2-го Приморского уезда.

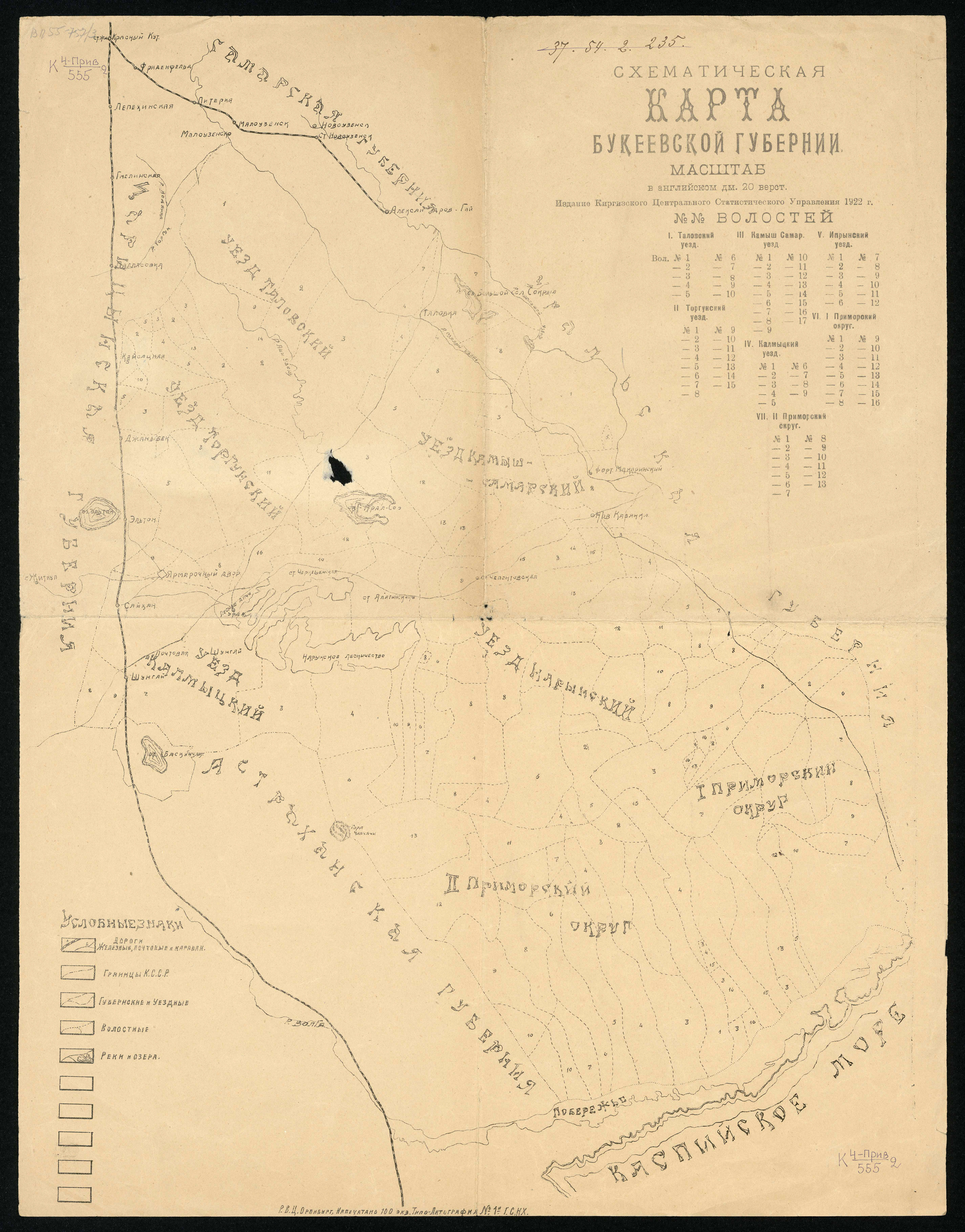
Схематическая карта Букеевской губернии, 1922 г.

В 1922 образованы Денгизский, Джангалинский и Урдинский уезды. Калмыцкий, Камыш-Самарский, Нарынский, Торгунский, 1-й и 2-й Приморские уезды упразднены.
6 июня 1925 года Букеевская губерния была включена в состав Уральской губернии Казакской АССР.